# Präludium und Fuge C-Dur BWV 870 (Das Wohltemperierte Klavier, II. Teil)
Präludium und Fuge C-Dur, BWV 870, eröffnen den 2. Teil des Wohltemperierten Klaviers, einer Sammlung von Präludien und Fugen für Tasteninstrumente von Johann Sebastian Bach.

## Präludium
Der Beginn des zweiten Teils des Wohltemperierten Klaviers ist ein festliches Eingangsportal, das den Eindruck eines Präludiums „pro organo pleno“ erweckt – ein kraftvolles Stück für Orgel, bei der alle Register gezogen werden. Zum Orgelpräludium in C-Dur BWV 545 bestehen in der Tat nahe Beziehungen. Eine Frühfassung mit nur 17 Takten ist als Abschrift von Johann Peter Kellner mit dem Datum „3. Juli 1726“ überliefert. Sie wurde in einer zweiten Version, die in Bachs „Londoner Autograph“ erhalten ist, zunächst auf 34 Takte verdoppelt und schließlich in einer Abschrift von Johann Christoph Altnikol nochmals überarbeitet, indem an vielen Stellen die Figuration in Zweiunddreißigstel verwandelt wurde. Eingerahmt wird das Stück durch Orgelpunkte auf C sowie durch die Subdominante, die im ersten und im zweitletzten Takt jeweils durch eine Zwischendominante erreicht wird.

## Fuge
Eine Frühfassung der Fuge, betitelt mit „Fughetta“, ist in derselben Abschrift Kellners wie die erste Version des Präludiums überliefert. Sie stand im -Takt und enthielt 33 Takte. Bach schrieb sie später in den Zweiviertel-Takt um, wodurch sich die Taktanzahl verdoppelte, und fügte eine Coda hinzu, so dass die dreistimmige Fuge heute 83 Takte enthält.
Das Thema erhält seine Besonderheit durch den Mordent, eine Verzierung, die in Takt 1 als g-f-g ausgeschrieben ist, in Takt 2 scharf die Melodiespitze betont und sich in den rollenden Sechzehnteln allmählich verliert. Trotz ihres übermütigen Charakters, der sich gegen den Schluss hin immer mehr steigert, ist die Fuge in ihrer formalen Anlage klar gegliedert. In der Coda ab Takt 68 fließt das Thema zunächst gleichsam unterirdisch und erhebt sich abschließend in der Oberstimme zu triumphierender Größe. Wanda Landowska sieht diese Stelle unter dem Bild eines sich hoch aufbäumenden Pferds; sie warnt davor, die Fuge mit einem Ritardando zu beschließen.